# Burt Ward
Pour les articles homonymes, voir Ward.
Burt Ward, né Bert John Gervis Jr., le 6 juillet 1945 à Los Angeles, est un acteur, défenseur des droits des animaux et homme d’affaires américain. Il est surtout connu pour son rôle de Dick Grayson, alias Robin, le partenaire de Batman (joué par Adam West), dans la série télévisée Batman (1966–1968).

## Biographie
Burt Ward est né Bert John Gervis Jr., le 6 juillet 1945 à Los Angeles, en Californie. Son père, Bert Sr., est propriétaire d’un spectacle sur glace itinérant nommé Rhapsody On Ice. À l’âge de 2 ans, Ward est cité dans le magazine Strange as It Seems en tant que patineur professionnel. En grandissant, il est un lecteur assidu de comic books tels que Superman et Superboy, et apprécie la série télévisée Les Aventures de Superman (Adventures of Superman). Il gagne le surnom « Sparky » (trad. litt. « étincelle ») dans sa jeunesse, peut-être dû aux étincelles que ses patins créés lors de ses numéros ou en raison de sa nature énergique. Il excelle dans les activités sportives au lycée comme le football, l’athlétisme et la lutte ; il est aussi membre du club d’échecs et pratique le Taekwondo. Après avoir obtenu son diplôme, il s'inscrit à l'université, tout en travaillant à temps partiel pour la société immobilière de son père.

### Carrière
À l’âge de 19 ans, Ward passe l’audition pour le rôle de Robin. West et Ward se retrouvent face à Lyle Waggoner et Peter Deyell pour les rôles de Batman et Robin. Retenu pour jouer Robin, Ward pense que les gens trouveraient Gervis dur à prononcer et adopte le nom de jeune fille de sa mère, Ward. Il change aussi l’orthographe de Bert en « Burt » pour ajouter du « punch ».

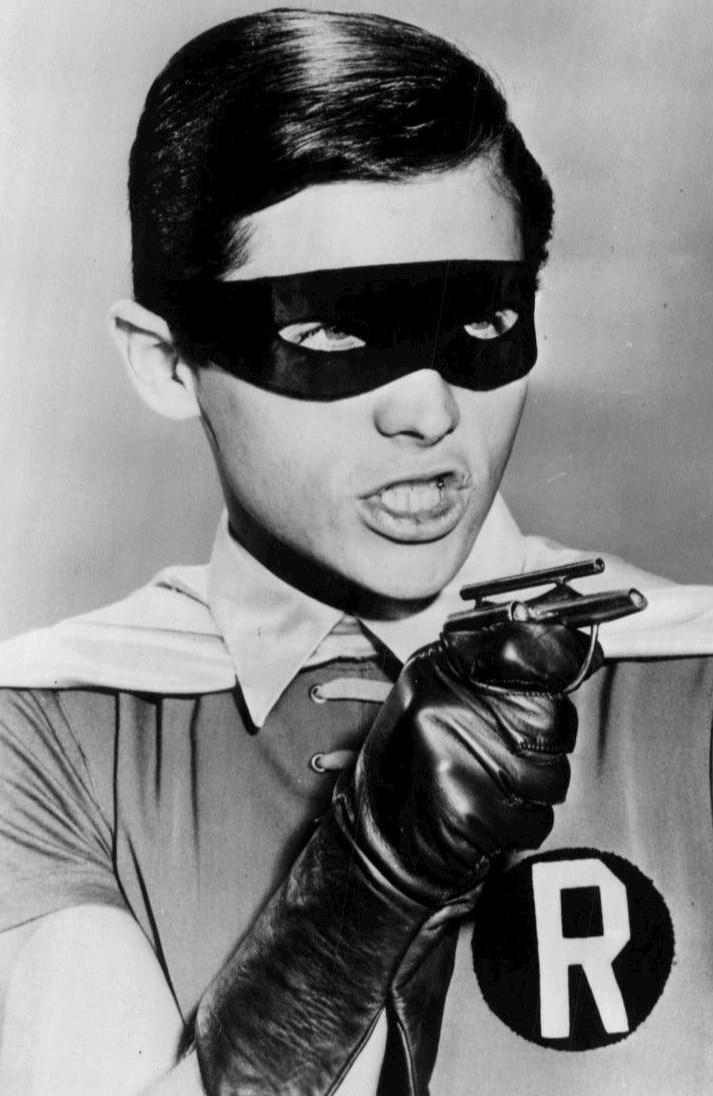
Dans le rôle de Robin dans la série télévisée Batman, vers 1967.

Contrairement à l’acteur principal de la série, Adam West, Ward doit effectuer ses propres cascades dangereuses. On lui a dit que c'était parce que son masque révélait davantage son visage, ce qui rendait impossible la réalisation de toutes ses scènes de cascades par une doublure. Il découvre plus tard qu’il reçoit le salaire minimum autorisé par la Screen Actors Guild, et que sa doublure pour les cascades est payée par cascade ; le fait qu’il réalise ses propres cascades est lié à une stratégie de réduction des coûts. Il finit aux urgences plusieurs dizaines de fois pendant le tournage.
Lors du pic de popularité de la série, il enregistre plusieurs morceaux de musique sous la production de Frank Zappa. Les deux premiers, Boy Wonder, I Love You (que Zappa écrit) et Orange Colored Sky, sortent sous forme de single le 14 novembre 1966. Deux autres morceaux de ces sessions, Teenage Bill of Rights et Autumn Love, restent inédits.
Durant les premiers mois de tournage, il est payé 350 $ par semaine. La série ne durera que trois saisons pour un total de 120 épisodes. Lors d’un interview, Ward indique que c’était en raison du coût élevé de production. Le taux d’audience était encore élevé, mais ABC perdait de l’argent. La NBC offre de reprendre la série pour une quatrième saison, mais l’offre est retirée quand ils apprennent que les décors ont été détruits. Adam West et Burt Ward reprennent leurs rôles de Batman et Robin pour le film de la 20th Century Fox, Batman (Batman: The Movie) qui sort le 30 juillet 1966.
En 1969, un an après l’annulation de la série, la mère d’Adam West meurt, ce qui rapproche les deux hommes. Ils se retrouvent à plusieurs reprises pour de nombreuses conventions et specials télévisés. Ils font aussi trois apparitions dans des dessins animés : dans un épisode des Simpson en 2002, puis en 2010 dans un épisode de Bob l'éponge, et en 2013 pour un des derniers épisodes de Futurama. Ward reste ami avec West jusqu’à la mort de celui-ci le 9 juin 2017, à l’âge de 88 ans.

### AprèsBatman

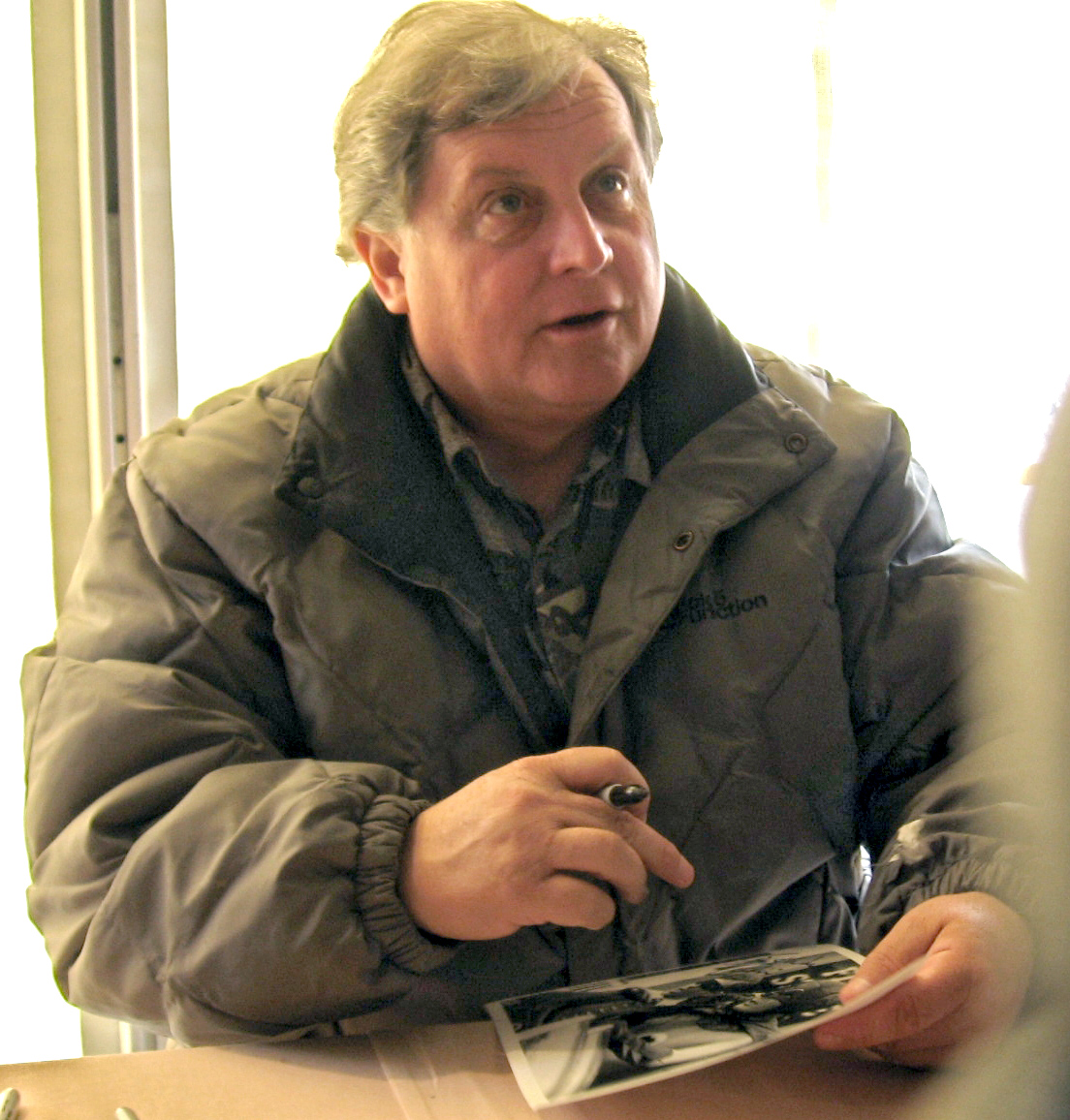
Burt Ward en 2005.

Après la fin de Batman, Ward, tout comme Adam West, a du mal à trouver de nouveaux rôles. Il jouera finalement dans plus de quarante films, essentiellement des téléfilms ou du direct-to-video.
En 1985, DC Comics nomme Ward comme l’un des lauréats de la publication du 50e anniversaire de la compagnie Fifty Who Made DC Great pour son travail sur la série Batman.
En juin 1995, il écrit une autobiographie intitulée Boy Wonder: My Life in Tights, qui décrit l’époque où il a joué Robin.
Ward apparaît dans de nombreuses réunions avec sa co-star Adam West. Les plus mémorables sont quand ils reprennent leurs rôles du Dynamic Duo lors de courtes séries animées comme Les Nouvelles Aventures de Batman (1977), The Batman/Tarzan Adventure Hour (en) (1977) et Tarzan and the Super 7 (en) (1978) ; mais aussi dans les deux specials en prise de vues réelles, Les Légendes des super-héros (1979).  West et Ward sont finalement réunis dans le téléfilm de 2003, Dans la grotte de Batman (Return to the Batcave: The Misadventures of Adam and Burt).
En 2001, Ward crée la société (maintenant disparue) Boy Wonder Visual Effects Inc.
En 2012, Bluewater comics prévoit de sortir une mini-série de bande-dessinée en quatre numéros en hommage à Burt Ward jouant Robin, intitulée Burt Ward, Boy Wonder, mais elle est annulée. Elle devait mettre en vedette Burt Ward et ses chiens de sauvetage, Gentle et Giant, combattant le crime. Une partie du premier numéro est publiée lors du Free Comic Book Day de 2012.
Fin 2017, il fait la promotion de diverses séries télévisées classiques, dont Batman, sur le réseau MeTV.
Le 9 janvier 2020, il reçoit son étoile sur le Hollywood Walk of Fame.

### Œuvres de charité et activités commerciales
En 1994, Ward et sa quatrième femme, Tracy Posner Ward (en), fondent l’organisation caritative nommée Gentle Giants Rescue and Adoptions, Inc., qui sauve essentiellement des chiens appartenant à des races de grandes tailles comme le Grand danois, mais aussi quelques races plus petites. Leur travail avec l’organisation a été présenté dans des médias tels que des magazines et des émissions de télévision comme People, ASPCA Animal Watch, Hard Copy (en), Inside Edition et Entertainment Tonight. Ward apparaît aussi dans un épisode d’Adoption Tales d’Animal Planet.
En parallèle, il a également créé la société Gentle Giants (littéralement « Gentils Géants » ou « Doux Géants ») qui vend de la nourriture pour chiens et chats.

### Vie privée
La première femme de Ward est Bonney Lindsey, fille du chef d’orchestre Mort Lindsey (en). Ward et Lindsey se marient le 19 juillet 1965, et divorcent en 1967. Ils ont une fille, Lisa Ann Ward, en 1966. Il est brièvement marié à l’actrice Kathy Kersh de 1967 à 1969, qu’il rencontre sur le tournage de la série Batman (elle joue une complice du Joker dans la saison 2), et à la mannequin Mariana Torchia de 1985 à 1989. Depuis 1990, Ward est marié à Tracy Posner (en). Leur fille, Melody Lane Ward, est née le 16 février 1991.

## Filmographie

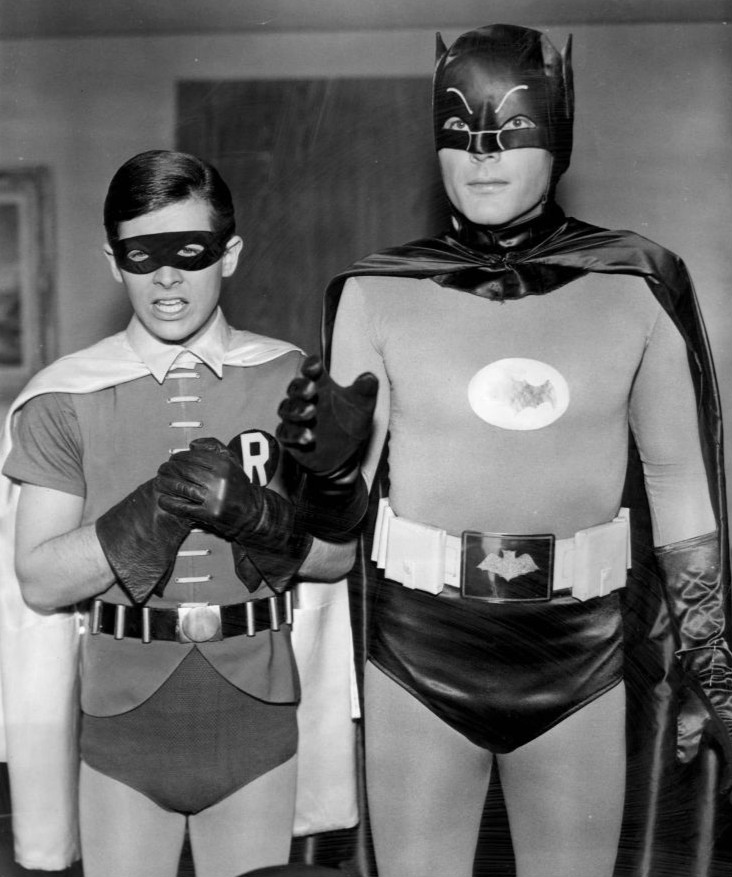
Burt Ward (Robin) avec Adam West (Batman) en 1966.

- 1966 : Batman : Dick Grayson / Robin
- 1966-1968 : Batman (série télévisée) : Dick Grayson / Robin
- 1967 : Batgirl (TV) : Dick Grayson / Robin
- 1977 : The New Adventures of Batman (série télévisée) : Dick Grayson / Robin (1977-1978) (voix)
- 1978 : Tarzan and the Super 7 (série télévisée) : Dick Grayson / Robin (voix)
- 1979 : Les Légendes des Super–Héros (Legends of the Superheroes) (série télévisée) : Dick Grayson / Robin
- 1984 : High School U.S.A. de Jack Bender (téléfilm) : Enseignant
- 1986 : Fire in the Night : Paul
- 1987 : The Underachievers : Bowmont
- 1989 : Cyber-C.H.I.C.
- 1990 : Kill Crazy (vidéo) : Michael
- 1990 : Robot Ninja : Stanley Kane
- 1991 : Virgin High : Dick Murphy
- 1991 : Hot Under the Collar : The Pope
- 1992 : Smoothtalker : Lab Technician
- 1993 : The Dwelling (vidéo) : Crasmire
- 1993 : The Girl I Want
- 1993 : Beach Babes from Beyond : Mr Bun
- 1995 : Karate Raider
- 1995 : Assault of the Party Nerds 2: The Heavy Petting Detective : Randolph
- 1996 : Alien Force (vidéo) : Omnipresent Praxima
- 1998 : Moving Targets : O'Malley
- 2002 : From Heaven to Hell
- 2002 : Pacino Is Missing : Guardien
- 2003 : Dans la grotte de Batman (TV): Lui-même
- 2016 : Batman : Le Retour des justiciers masqués (Batman: Return of the Caped Crusaders) de Rick Morales : Dick Grayson / Robin (voix)
- 2017 : Batman vs Double-Face de Rick Morales : Dick Grayson / Robin (voix)
- 2019 : Supergirl : Dick Grayson / Robin (saison 5, épisode 9 - crossover Crisis on Infinite Earths) Robin (voix)

## Récompenses et nominations

### Récompenses
- 2014 : Prix Inkpot[19].
- 2020 : son étoile sur le Hollywood Walk of Fame[11].

## Voix francophones
- Roger Carel : Dans la grotte de Batman (2003)[20]
- Pierre Trabaud : Saison 1 de Batman[21]
- Luq Hamet : Saisons 2 et 3 de Batman[21]